# Artemisia princeps
Artemisia princeps, o artemisia del Corea o del Japón, es una especie de planta perenne perteneciente a la familia de las asteráceas.

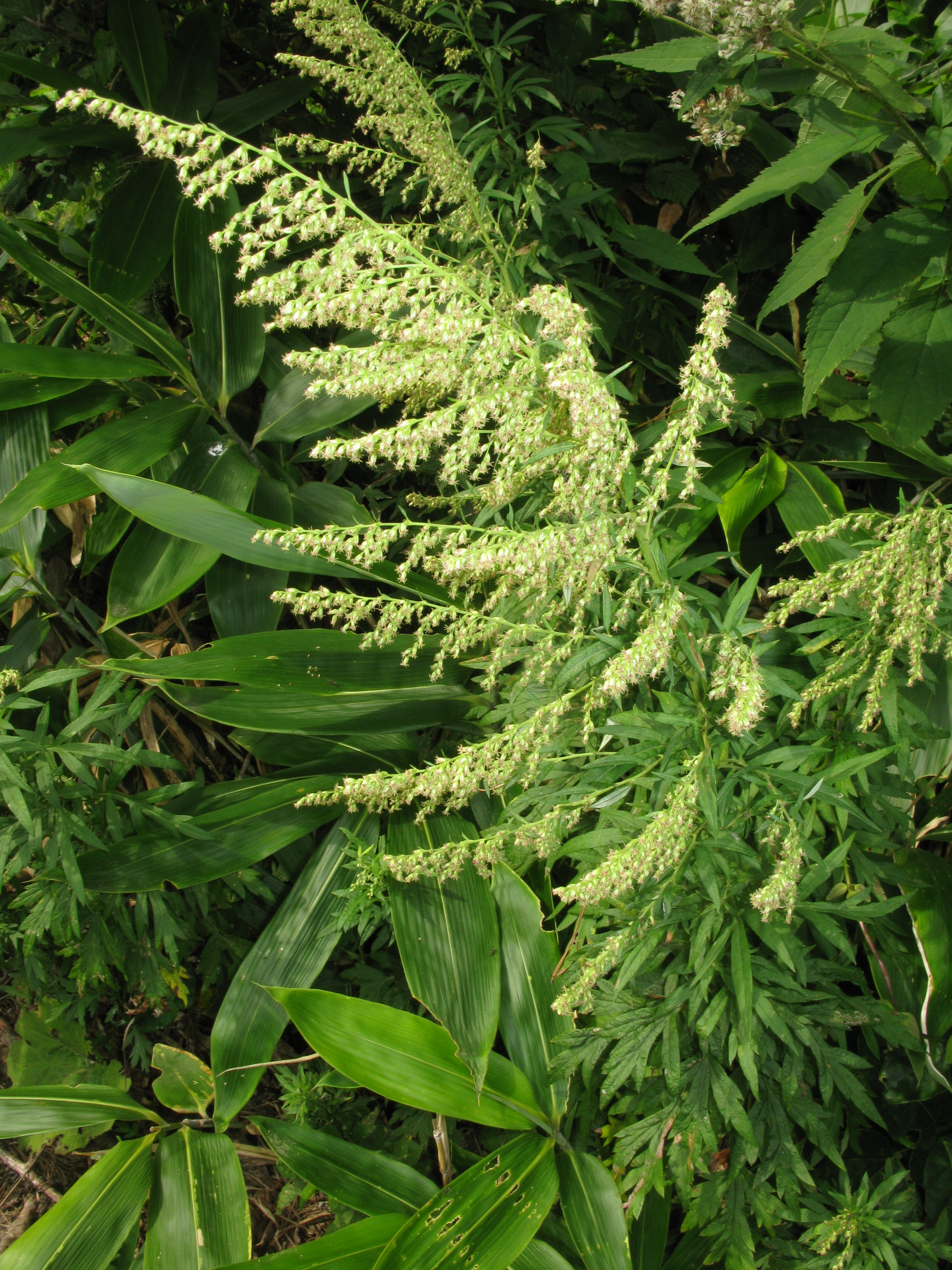
Detalle de las hojas

## Descripción
Es una planta muy vigorosa, que crece hasta los 1,2 metros de altura. Esta especie se propaga rápidamente por medio de estolones subterráneos y puede convertirse en invasora.  Lleva flores de tamaño pequeño, de color beige, florece de julio a noviembre, son hermafroditas, y son polinizadas por el viento.  Las hojas tienen forma de pluma, festoneadas y ligeras, con vello denso de color blanco en la parte inferior.

## Usos medicinales
A. princeps es una de las variedades de las especies de  Artemisia usada como moxa en Moxibustión, una tradicional practica médica de China, Japón, Corea, Vietnam, Tíbet, y Mongolia.

## Etimología
En China se conoce como huang hua ai. En Japón se llama yomogi (ヨモギ?) y las hojas, a veces, son blanqueadas y añadidas a las sopas o el arroz  Las hojas, junto con las de Gnaphalium affine son un ingrediente fundamental en el kusa mochi, un dulce de Japón, al que imparte su frescor, fragancia primaveral y el color verde intenso
En Corea se llama ssuk (쑥) o tarae ssuk (타래쑥) que está profundamente relacionada con  Dangun Sinhwa (단군신화), la leyenda de Gojoseon, el primer reino coreano donde fue ampliamente usado en la cocina y como un medicamento.

## Taxonomía
Artemisia princeps fue descrita por  Renato Pampanini y publicado en Nuovo Giornale Botanico Italiano, n.s. 36(4): 444–446. 1930.
Etimología
Hay dos teorías en la etimología de Artemisia: según la primera, debe su nombre a Artemisa, hermana gemela de Apolo y diosa griega de la caza y de las virtudes curativas, especialmente de los embarazos y los partos. Según la segunda teoría, el género fue otorgado en honor a Artemisia II, hermana y mujer de Mausolo, rey de la Caria, 353-352 a. C., que reinó después de la muerte del soberano. En su homenaje se erigió el Mausoleo de Halicarnaso, una de las siete maravillas del mundo. Era experta en botánica y en medicina.
princeps: epíteto latino que significa "distinguida.
Sinonimia
- Artemisia montana var. nipponica (Nakai) Pamp.
- Artemisia parvula Pamp.
- Artemisia vulgaris f. nipponica Nakai[10]